# Valník

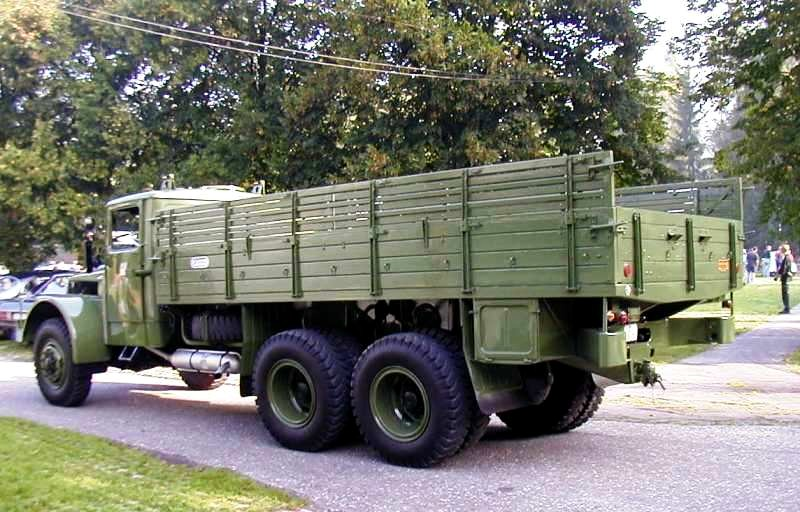
Tatra T111 automobilový veterán jako vojenský valník pro přepravu osob

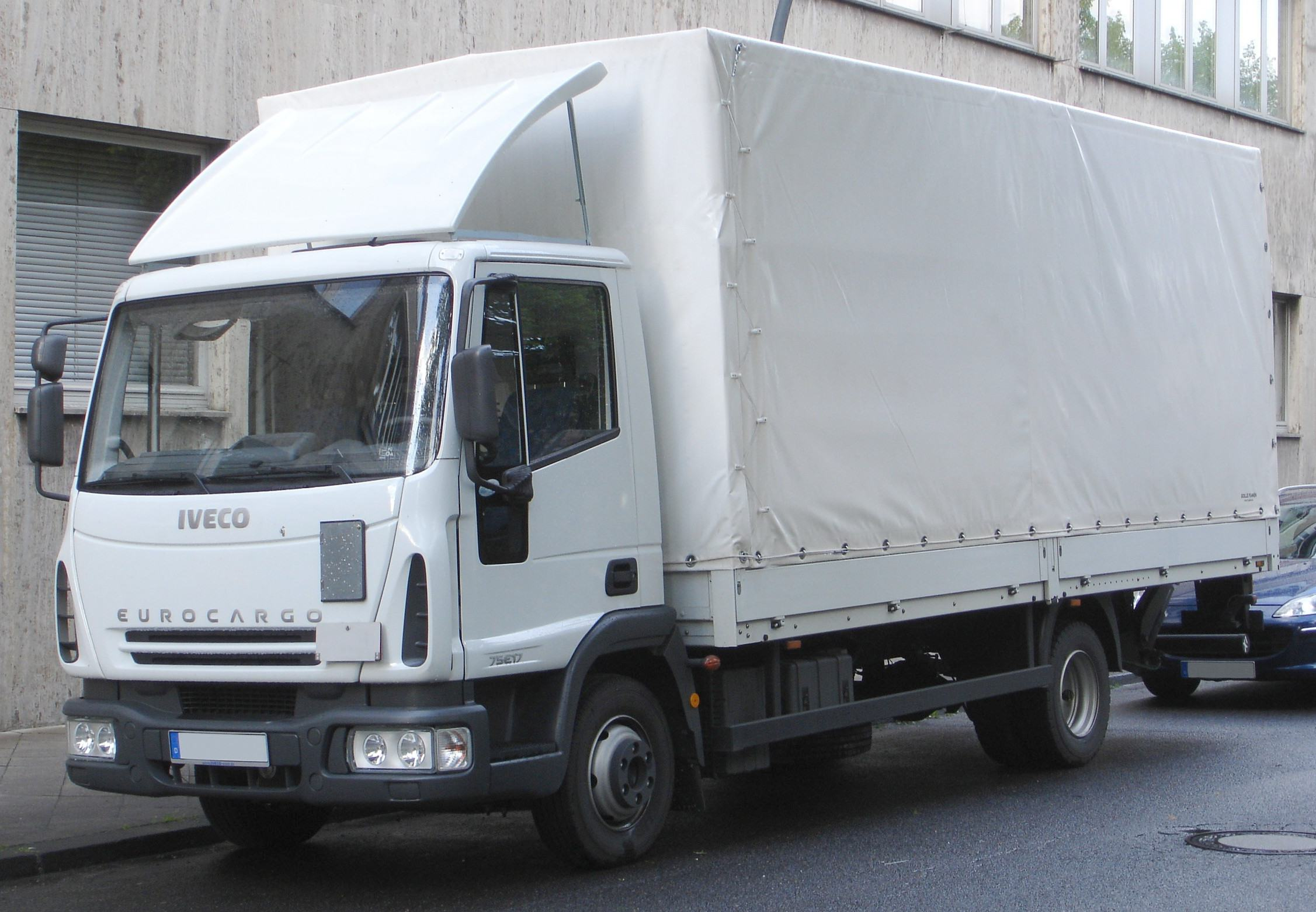
Moderní nákladní automobil se zaplachtovanou valníkovou nástavbou

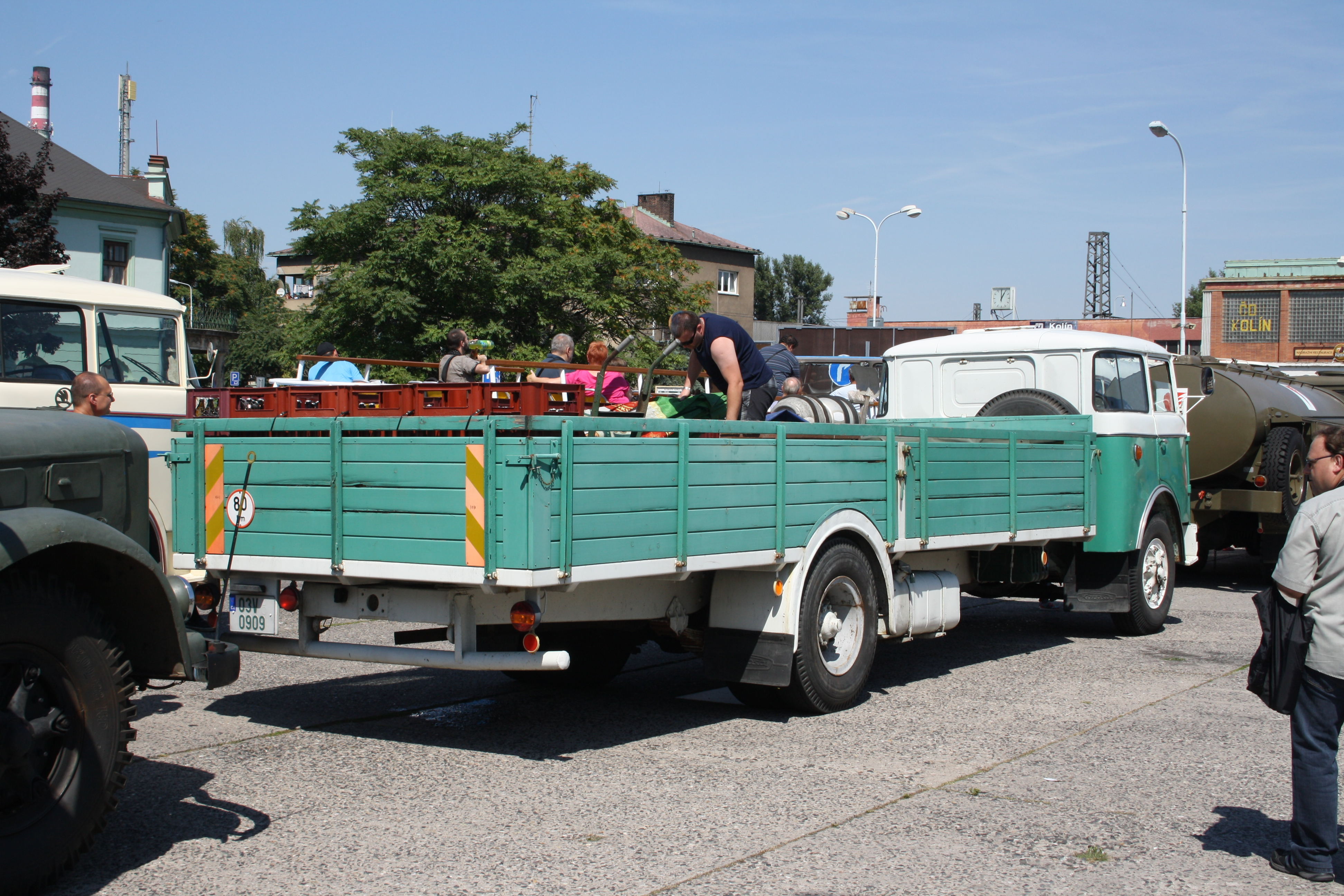
Valník se sníženou ložnou plochou, používaný v 70. letech minulého století k rozvozu lahvovaných nápojů. Nízká ložná plocha umožňovala ruční skládání nákladu.

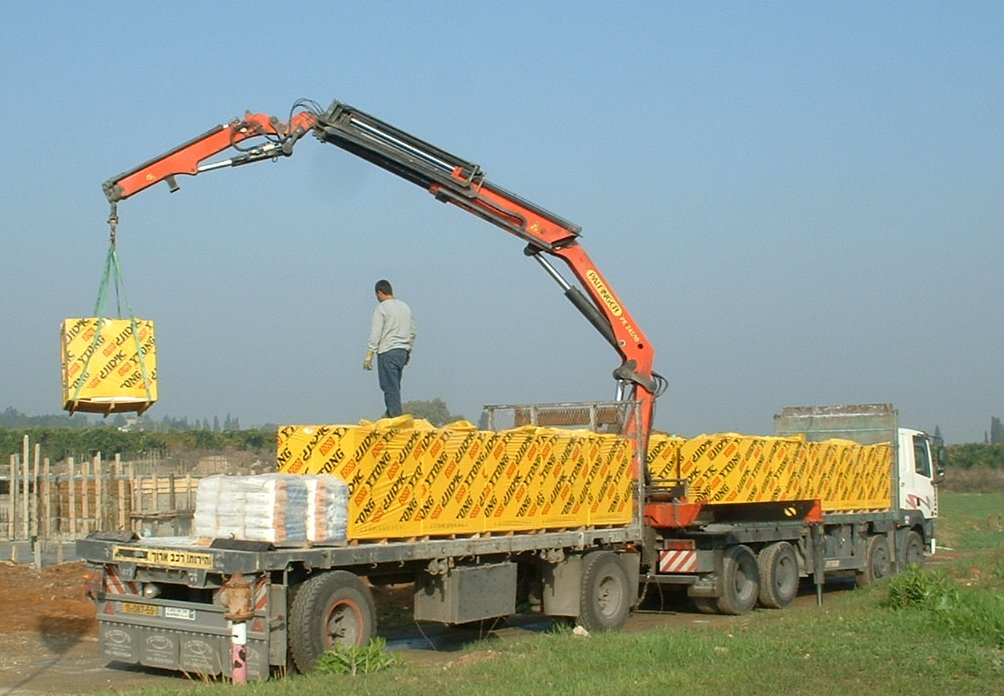
Hydraulická ruka umožňuje skládat materiál i z přívěsu

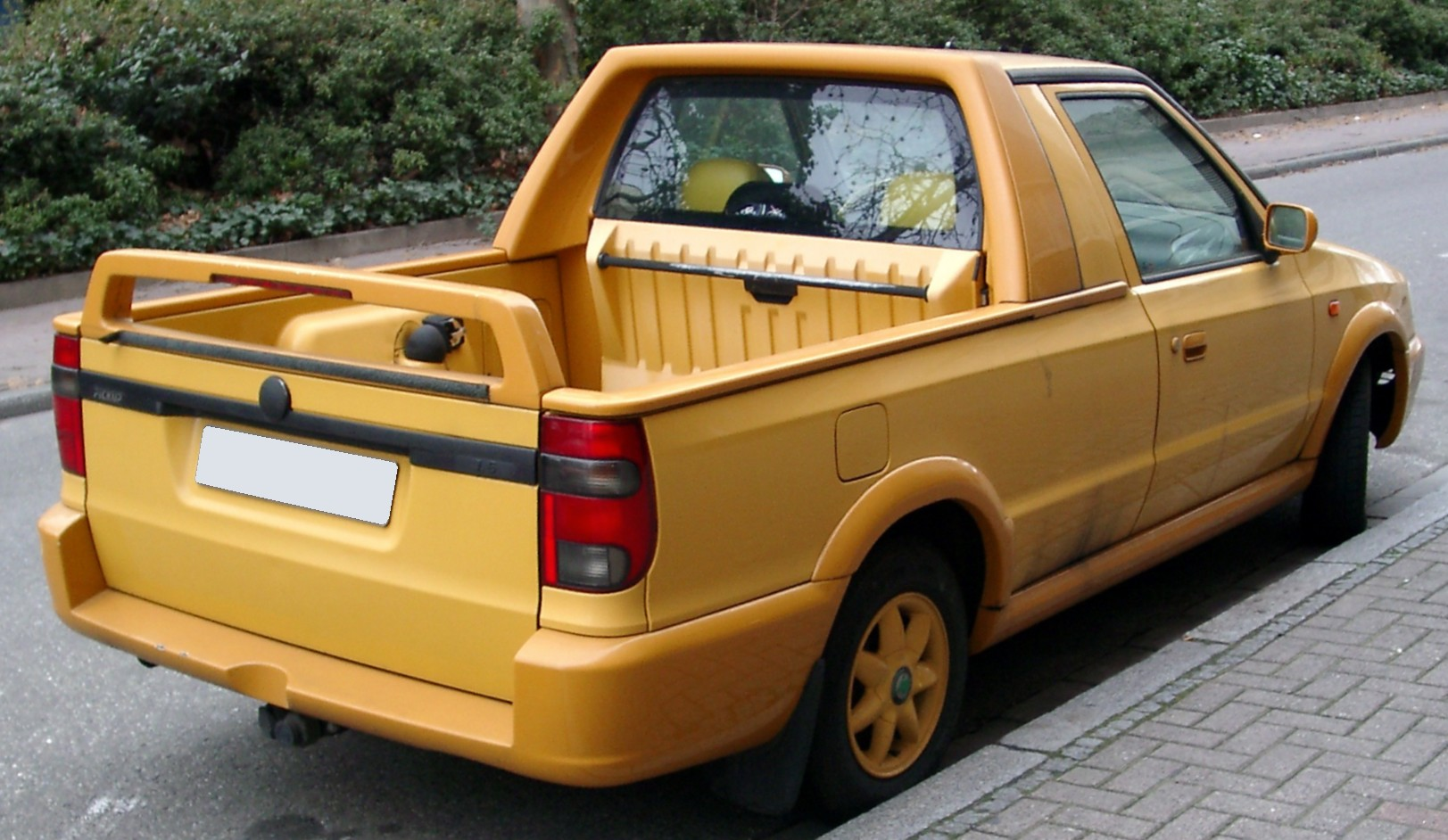
Pick-up Škoda

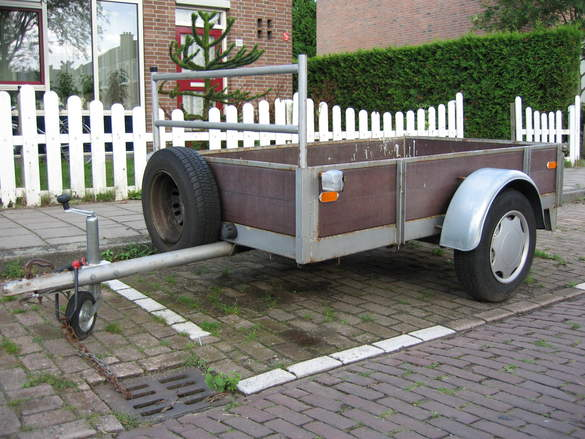
Jednoosý valníkový přívěs za osobní automobil

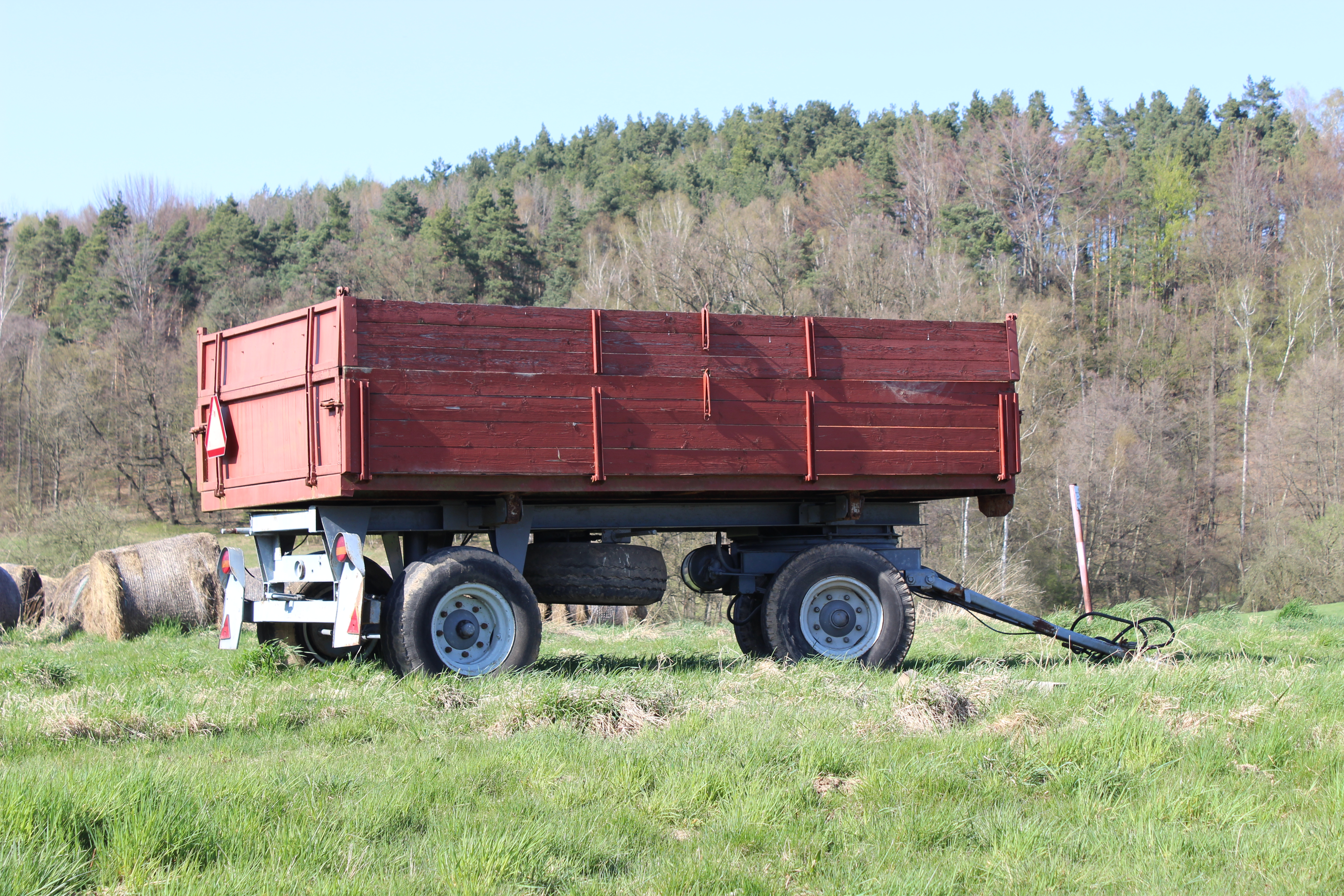
Zemědělský valník neboli vlečka

Valník (též nazývaný platoňák, plaťák, štráfka či řadou dalších místních názvů) je nákladní vozidlo s nástavbou ve formě otevřené vany s otevíratelnými bočnicemi. Ložná plocha má rovnou podlahu. Bočnice, která je ve směru jízdy vpředu pevná, ostatní jsou sklopné nebo odnímatelné. Jako valník se označují především vozidla s pevně namontovanou nástavbou. Shodně vyhlížející nástavba může být sklopná, pak se ale vozidlo označuje jako sklápěč (sklopka). Jednostranný sklápěč sklápí pouze dozadu, za vozidlo, třístranný sklápěč i do boků. Valníková nástavba patří k těm nejjednodušším, využívá se především při přepravě odolného nebo dobře zabaleného zboží. Umožňuje nakládání vozidla shora jeřábem, případně ze tří stran při sklopených bočnicích vysokozdvižným vozíkem. Vozidla s valníkovou nástavbou umožňují zakrytí ložné plochy plachtou. Plachta bývá natažena na demontovatelné konstrukci, aby mohlo být stejné vozidlo používáno jak s plachtou tak bez ní. V armádě jsou zaplachtované valníky používány k přepravě osob. V přepravě nákladů je častější používat skříňové karoserie.

## Konstrukční provedení valníků
- Nákladní automobil – valník je u nákladních automobilů nejjednodušší provedení nástavby. Má rovnou podlahu. Bočnice jsou otevíratelné ze tří stran. Může být vybaven hydraulickou rukou pro nakládání kusového zboží. Hydraulická ruka je montovaná za kabinou řidiče mezi kabinu a korbu. Vzácně se vyskytuje umístění hydraulické ruky u zadního čela korby. Takto umístěná ruka pak umožňuje nakládat materiál i na přívěs. Na zadní čelo se montuje také zvedací plošina. Zboží se potom skládá z úrovně korby na úroveň vozovky i s manipulačním vozíkem (ruční nízkozdvižný vozík nebo rudl). Obdobou valníku pro přepravu sypkého materiálu nebo zemědělských produktů jsou sklápěče nebo automobily s hákovým nosičem kontejnerů.

- Pick-up – je upravený osobní automobil s otevřenou valníkovou karosérií. Do nákladního prostoru výrazně zasahují blatníky zadních kol a zužují ho. U pick-upů je zpravidla otevíratelná pouze zadní stěna korby. Je výklopná shora dolů a ve sklopeném stavu tvoří prodloužení podlahy korby.

- Návěs nebo přívěs za nákladní automobil – valníková nástavba se neliší od nástavby nákladního automobilu a často automobil i vlečné vozidlo staví stejný nástavbář.

- Přívěs za osobní automobil – je velmi často jen jednoosý, otevíratelná je pouze zadní bočnice (čelo) jako u pick-upu. Používá se pro přepravu menšího množství materiálu v kutilsko-chalupářském sektoru.

- Přívěs za traktor – také traktorová vlečka nebo jen vlečka je univerzální dopravní prostředek připojitelný za traktor i nákladní automobil. Od přívěsů určený za nákladní automobily se liší širokými pneumatikami vhodnými pro jízdu v terénu i na poli. V zemědělství se používá pro přepravu naprosto všeho od sypkých materiálu přes výpěstky až po přepravu zemědělských pracovníků. Přímým předchůdcem traktorové vlečky byly valníky tažené koňmi.